# Strumaria watermeyeri
Strumaria watermeyeri är en amaryllisväxtart som beskrevs av Harriet Margaret Louisa Bolus. Strumaria watermeyeri ingår i släktet Strumaria och familjen amaryllisväxter.

## Underarter
Arten delas in i följande underarter:
- S. w. botterkloofensis
- S. w. watermeyeri